# Martin Luther King
Martin Luther King, Jr. (viết tắt MLK; 15 tháng 1 năm 1929 – 4 tháng 4 năm 1968) là Mục sư Baptist, nhà hoạt động nhân quyền người Mỹ gốc Phi, và là người đoạt Giải Nobel Hoà bình năm 1964. Ông là một trong những nhà lãnh đạo có ảnh hưởng lớn nhất trong lịch sử Hoa Kỳ cũng như lịch sử đương đại của phong trào bất bạo động. King được nhiều người trên khắp thế giới ngưỡng mộ như một anh hùng, nhà kiến tạo hoà bình và thánh tử đạo.
King dẫn dắt cuộc tẩy chay xe buýt diễn ra ở Montgomery (1955-1956), và giúp thành lập Hội nghị Lãnh đạo Cơ Đốc miền Nam (1957), trở thành chủ tịch đầu tiên của tổ chức này. Năm 1963, King tổ chức cuộc tuần hành tại Washington, và đọc bài diễn văn nổi tiếng "Tôi có một giấc mơ" ("I have a dream") trước hàng ngàn người tụ tập về đây. Ông nâng cao nhận thức của công chúng về phong trào dân quyền, và được nhìn nhận là một trong những nhà hùng biện vĩ đại nhất trong lịch sử Hoa Kỳ. Năm 1964, King là nhân vật trẻ tuổi nhất được chọn để nhận Giải Nobel Hòa bình vì những nỗ lực chấm dứt nạn kỳ thị chủng tộc qua biện pháp bất tuân dân sự, và các phương tiện bất bạo động khác.
Ngày 4 tháng 4 năm 1968, King bị ám sát tại Memphis, Tennessee. Năm 1977, Tổng thống Jimmy Carter truy tặng King Huân chương Tự do của Tổng thống.
Đến năm 1986, ngày Martin Luther King được công nhận là quốc lễ. Năm 2004, ông được truy tặng Huân chương vàng Quốc hội.

## Xuất thân
King sinh ra tại Alanta, Georgia, là con trai của Mục sư Martin Luther King, Sr. và vợ, Alberta Williams King. Lúc đầu tên của King và cha là "Michael King", sau khi gia đình đến thăm nước Đức trong chuyến du lịch châu Âu năm 1934, ông bố quyết định đổi tên cả hai người thành Martin nhằm vinh danh nhà cải cách người Đức thế kỷ XVI Martin Luther. King có một chị gái, Willie Christine (sinh năm 1927), và em trai Alfred Daniel (1930 – 1969).
Từ khi còn bé, King đã sớm bộc lộ năng khiếu trong thuật hùng biện. King từng đoạt giải Elks với một bài diễn thuyết về chủ đề Người da đen và Hiến pháp. Khi đang học năm thứ hai tại Morehouse, King về hạng nhì trong Cuộc thi Hùng biện Webb. Những bài diễn từ của King chịu ảnh hưởng từ những bài thuyết giáo mỗi chủ nhật của cha đã thấm sâu vào ký ức ông.
Mười lăm tuổi, King vào Đại học Morehouse (dành riêng cho người da đen) sau khi học nhảy lớp ở bậc trung học (từ lớp 9 lên lớp 12). Năm 1948, King tốt nghiệp với văn bằng cử nhân chuyên ngành xã hội học, rồi đến Chester, Pennsylvania để theo học tại Chủng viện Thần học Crozer và tốt nghiệp với học vị Cử nhân Thần học (Bachelor of Divinity) năm 1951. Tháng 9 năm 1951, King bắt đầu nghiên cứu môn thần học hệ thống tại Đại học Boston, và nhận học vị Tiến sĩ ngày 5 tháng 6 năm 1955. Năm 1954, ở tuổi 25, King được mời làm quản nhiệm Nhà thờ Baptist Đại lộ Dexter ở Montgomery, Alabama.

## Tranh đấu chống nạn phân biệt chủng tộc
Khi Tu chính án thứ Mười ba của Hiến pháp Hoa Kỳ được thông qua năm 1865, tất cả nô lệ da đen được tự do. Trong thời kỳ Tái thiết, người Mỹ gốc Phi ở miền Nam giành được quyền bầu cử và nắm giữ các chức vụ công, cũng như hưởng được một số quyền dân sự mà trước đây họ bị khước từ. Thế nhưng, khi Thời kỳ Tái thiết chấm dứt vào năm 1877, giới chủ đất miền Nam áp đặt một thể chế mới nhằm tước bỏ quyền công dân của người da đen và theo đuổi chủ trương phân biệt chủng tộc, từ đó bùng phát làn sóng khủng bố và áp bức, thể hiện qua các hình thức như xử tử bởi đám đông bạo hành mà không cần xét xử (lynching) và bạo hành trong đêm.
Trong thập niên cuối của thế kỷ 19 ở Hoa Kỳ, các luật lệ kỳ thị và các cuộc bạo hành chủng tộc nhắm vào người Mỹ gốc Phi bắt đầu nở rộ. Giới cầm quyền được bầu cử, bổ nhiệm hoặc tuyển dụng bởi công dân da trắng khởi sự ban hành hoặc đỡ đầu các biện pháp kỳ thị, nhất là ở các tiểu bang Texas, Louisiana, Mississippi, Alabama, Georgia, Florida, Nam Carolina, Bắc Carolina, Virginia, Arkansas, Tennessee, Oklahoma và Kansas. Có bốn đạo luật kỳ thị hoặc cho phép kỳ thị chống lại người Mỹ gốc Phi được tán thành bởi phán quyết của Tối cao Pháp viện Hoa Kỳ trong vụ án Plessy v. Ferguson năm 1896 – cho phép chính quyền địa phương áp chế hoặc tước bỏ quyền bầu cử của người da đen tại các tiểu bang, khước từ các quyền của người da đen, công nhận việc phân biệt đối xử với người da đen tại các cơ sở giáo dục công lập, bệnh viện, giao thông và tuyển dụng việc làm, bao che các hành vi bạo lực cá nhân hay tập thể nhắm vào người da đen. Mặc dù sự kỳ thị hiện hữu trên toàn quốc, hệ thống phân biệt chủng tộc trong các lĩnh vực luật pháp, kinh tế, xã hội và các chuỗi bạo động chống lại người Mỹ gốc Phi ở các tiểu bang miền nam được biết đến nhiều nhất dưới tên "Đạo luật Jim Crow". Luật Jim Crow công khai xác nhận sự phân biệt chủng tộc ở các trường công, cấm hoặc hạn chế người da đen vào nhiều khu vực công cộng như quán ăn, trường học, công viên và khách sạn; phủ nhận quyền của phần lớn người da đen được đi bầu cử bằng việc đánh các loại thuế thân và thực hiện các cuộc kiểm tra tình trạng biết đọc biết viết một cách tùy tiện. Cho tới đầu thập niên 1960, người da đen ở Mỹ vẫn tiếp tục phải chịu đựng các luật lệ này.
Năm 1954, King nhận chức mục sư (pastor) Nhà thờ Baptist đại lộ Dexter, tại Montgomery, Alabama. Giáo đoàn qui tụ giới giàu có, trí thức và những người có nhiều ảnh hưởng trong cộng đồng người Mỹ gốc Phi, nên khi bùng nổ cao trào tẩy chay xe buýt - đột ngột khởi phát sau khi một phụ nữ da đen, Rosa Parks, bị bắt giữ vì từ chối nhường chỗ ngồi trên xe buýt cho một người đàn ông da trắng theo quy định của "Luật Jim Crow" – King được xem là một trong số những người thủ lĩnh giữ vai trò lãnh đạo cuộc tẩy chay. Ngày 30 tháng 1 năm 1956, nhà riêng của King bị đánh bom, một đám đông giận dữ tụ tập trên con đường trước ngôi nhà, tự vũ trang với dao, súng, gậy gộc, đá và chai lọ. Song King nói với họ,
| “ | Đừng hốt hoảng, đừng làm bất kỳ điều gì trong sự giận hoảng! Ai có vũ khí, xin hãy đem về, ai không có vũ khí, xin đừng sử dụng chúng. Chúng ta không thể giải quyết vấn nạn này bằng những vụ bạo động trả đũa... Chúng ta phải yêu thương những người anh em da trắng bất kể họ đã làm gì đối với chúng ta. Chúng ta phải hành động để họ biết rằng chúng ta yêu họ. Giáo huấn của Chúa Giê-xu vẫn còn vang vọng đến hôm nay: "Hãy yêu kẻ thù mình, chúc phước cho kẻ rủa mình, và cầu nguyện cho kẻ sỉ nhục mình." Đó là điều chúng ta phải làm. Chúng ta phải lấy tình yêu mà đáp trả lòng thù hận. | ” |

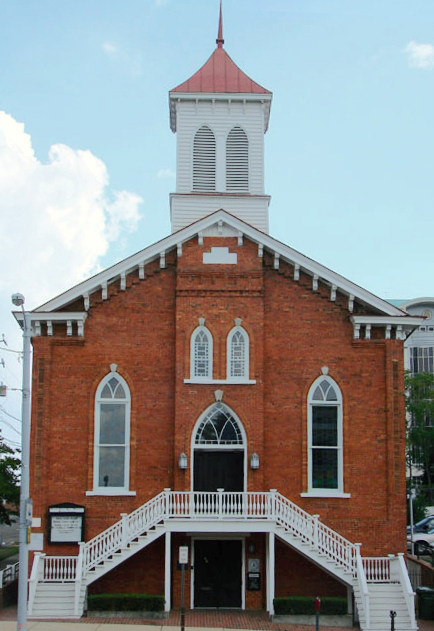
Nhà thờ Baptist Đại lộ Dexter, năm 1978 đổi tên thành Nhà thờ Baptist Đại lộ Dexter Tưởng niệm King

Cuộc tẩy chay kéo dài 385 ngày. Trong khi cuộc tẩy chay đang tiến triển, King bị bắt giam cho đến khi phán quyết của Tòa án Liên bang cấp Quận ra lệnh chấm dứt các hành vi phân biệt chủng tộc trên mạng lưới xe buýt ở Montgomery.
Sau cuộc tẩy chay, King tích cực hoạt động cho kế hoạch thành lập Hội nghị Lãnh đạo Cơ Đốc miền Nam (SCLC) năm 1957, với mục đích thiết lập một bộ khung cho tiến trình kiến tạo một thẩm quyền tinh thần, cũng như tổ chức mạng lưới các nhà thờ của người da đen vào Phong trào Phản kháng Bất bạo động nhằm tranh đấu cho sự bình đẳng trong quyền dân sự. King tiếp tục duy trì ảnh hưởng của mình trong tổ chức này cho đến khi ông mất. Nguyên tắc bất bạo động của Hiệp hội bị chỉ trích bởi những người trẻ tuổi cực đoan và bị thách thức bởi Ủy ban Hợp tác Bất bạo động Sinh viên (SNCC), lúc ấy dưới quyền lãnh đạo của James Foreman.
Thành viên của SCLC phần lớn đến từ những cộng đồng da đen có liên hệ với các nhà thờ Baptist. King theo đuổi triết lý bất phục tùng dân sự theo phương pháp bất bạo động được sử dụng thành công tại Ấn Độ bởi Mohandas Gandhi, ông ứng dụng triết lý này vào các cuộc phảng kháng được tổ chức bởi SCLC.
King nhận ra rằng các cuộc phản kháng bất bạo động có tổ chức nhằm chống lại hệ thống kỳ thị tại các tiểu bang miền Nam Hoa Kỳ, được biết với tên "Luật Jim Crow", sẽ thu hút sự chú ý rộng rãi của các phương tiện truyền thông. Họ sẽ tìm đến để tường thuật cuộc đấu tranh giành sự bình đẳng và quyền bầu cử cho người da đen. Thật vậy, những bài viết trên các mặt báo cùng những thước phim được chiếu trên truyền hình về cuộc sống thường nhật của người da đen miền Nam, đầy ắp sỉ nhục và luôn bị tước đoạt, cũng như tình trạng bạo động cùng những hành vi quấy nhiễu và ngược đãi do người kỳ thị gây ra cho người biểu tình, dấy lên một làn sóng đồng cảm lan tỏa rộng khắp, là nhân tố quyết định đem Phong trào Dân quyền Mỹ vào điểm tập chú của công luận để trở thành một trong những điểm nóng của nền chính trị Hoa Kỳ trong những năm đầu của thập niên 1960.

Rosa Parks và King, 1955

King tổ chức và dẫn đầu các cuộc biểu tình tranh đấu cho người da đen quyền bầu cử, quyền được đối xử bình đẳng và các quyền dân sự căn bản khác. Những quyền này đã được ghi trong luật pháp Hoa Kỳ khi Luật về Quyền Dân sự được thông qua năm 1964 và Luật về Quyền Bầu cử được thông qua năm 1965.
Không chỉ với người da đen, King cũng vận động hỗ trợ cho người da đỏ bản địa. Tiến sĩ King đã thực hiện các chuyến đi đến Arizona để thăm người Mỹ bản địa, và tại các nhà thờ, ông khuyến khích họ tham gia vào Phong trào Dân quyền. Ông từng tuyên bố: 
"Quốc gia của chúng ta được sinh ra trong chế độ diệt chủng khi nó chấp nhận học thuyết rằng người Mỹ bản địa, tức người da đỏ, là một chủng tộc thấp kém. Chúng ta có lẽ là quốc gia duy nhất đã có một chính sách quốc gia nhằm cố gắng quét sạch dân cư bản địa của mình. Hơn nữa, chúng ta đã nâng trải nghiệm bi thảm đó thành một cuộc thập tự chinh cao cả. Thật vậy, ngay cả ngày hôm nay, chúng ta cũng không cho phép mình từ chối hoặc cảm thấy hối hận về lịch sử đáng xấu hổ này. Văn học của chúng ta, phim của chúng ta, kịch của chúng tôi, văn hóa dân gian của chúng ta đều tôn vinh điều đó."
Do có những quyết định chính xác khi chọn phương pháp và địa điểm để tổ chức các cuộc phản kháng cùng chiến lược phối hợp tốt, King và SCLC đã ứng dụng thành công các nguyên tắc bất bạo động. Tuy nhiên, đôi khi các cuộc đối đầu lại biến thành những vụ bạo động như những diễn biến xảy ra cho phong trào phản kháng tại Albany từ năm 1961 đến 1962, khi sự chia rẽ bên trong cộng đồng người da đen cùng đối sách cứng rắn và khôn khéo của chính quyền địa phương đã vô hiệu hóa mọi nỗ lực từ phong trào. Điều tương tự cũng xảy ra cho phong trào tại Birmingham vào mùa hè năm 1963, và tại St. Augustine, Florida năm 1964.

## Tuần hành đến Washington

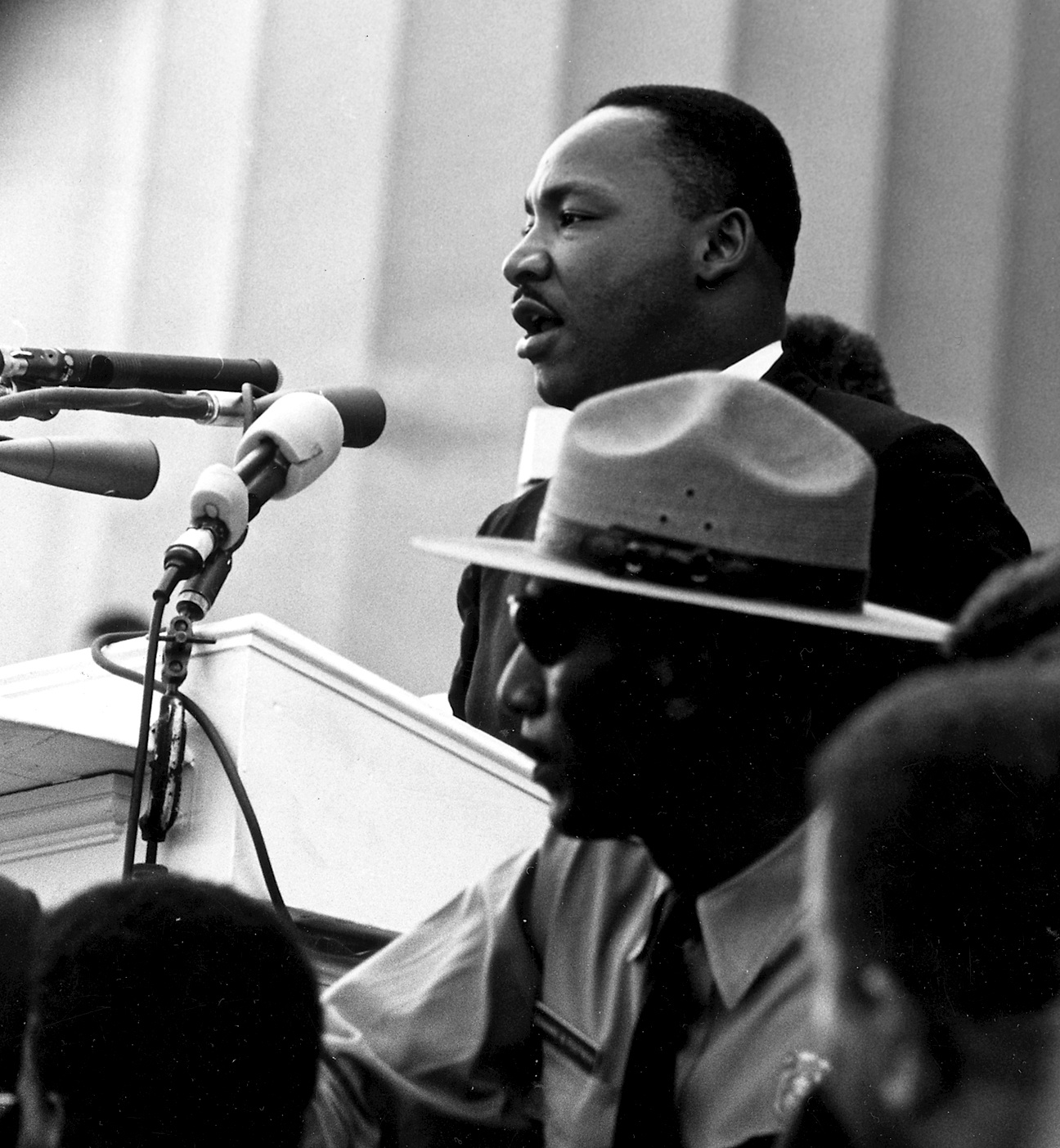
Martin Luther King, Jr. đọc diễn văn Tôi Có một Giấc mơ tại Cuộc Tuần hành vì Quyền Công dân ở Washington, D.C.

King, đại diện cho SCLC, có mặt trong số các nhà lãnh đạo đến từ các tổ chức khác nhau giúp tổ chức cuộc Tuần hành đến Washington vì Việc làm và Tự do năm 1963.
Tại đây, họ đưa ra những thỉnh cầu như chấm dứt tình trạng kỳ thị chủng tộc tại trường công, ban hành các đạo luật bảo vệ dân quyền, bao gồm luật cấm phân biệt màu da trong tuyển dụng, bảo vệ người đấu tranh cho dân quyền khỏi sự bạo hành của cảnh sát cũng như ấn định mức lương tối thiểu, và quyền tự trị cho Đặc khu Columbia, khi ấy đang ở dưới quyền cai trị của một uỷ ban của Quốc hội.
Cuộc tuần hành là một thành công vang dội. Hơn 250.000 người thuộc các sắc tộc khác nhau đến tham dự, đám đông trải dài từ những bậc thềm của Đài Tưởng niệm Lincoln đến National Mall và bao kín bờ hồ sóng sánh nước. Cho đến khi ấy, đây là cuộc tụ tập lớn nhất trong suốt lịch sử của thành phố Washington, D.C.
Tại đây, King đã dẫn dắt đám đông lên đến các cung bậc cao của cảm xúc khi ông đọc bài diễn văn Tôi có một giấc mơ (I Have a Dream). Cùng với bài Diễn văn Gettysburg của Tổng thống Abraham Lincoln, Tôi có một giấc mơ được xem là một trong những diễn từ được yêu thích nhất và được trích dẫn nhiều nhất trong lịch sử Hoa Kỳ. Ông nói,
| “ | Tôi có một giấc mơ, rồi có một ngày khi đất nước này trỗi dậy để sống theo ý nghĩa thật của niềm xác tín của chính mình: "Chúng ta tin rằng chân lý này là đầy trọn, ấy là mọi người sinh ra đều bình đẳng". Tôi có một giấc mơ, rồi có một ngày trên những ngọn đồi đất đỏ của Georgia, con của nô lệ và con của chủ nô sẽ ngồi lại cùng nhau bên bàn ăn của tình huynh đệ. Tôi có một giấc mơ, rồi có một ngày vùng đất hoang mạc Mississippi, bức bối vì hơi nóng của bất công và áp bức, sẽ chuyển mình để trở thành ốc đảo của tự do và công bằng. Tôi có một giấc mơ, rồi có một ngày bốn con nhỏ của tôi sẽ sống trong một đất nước mà chúng không còn bị đánh giá bằng màu da, mà bằng tính cách của chúng. Hôm nay, tôi có một giấc mơ... | ” |

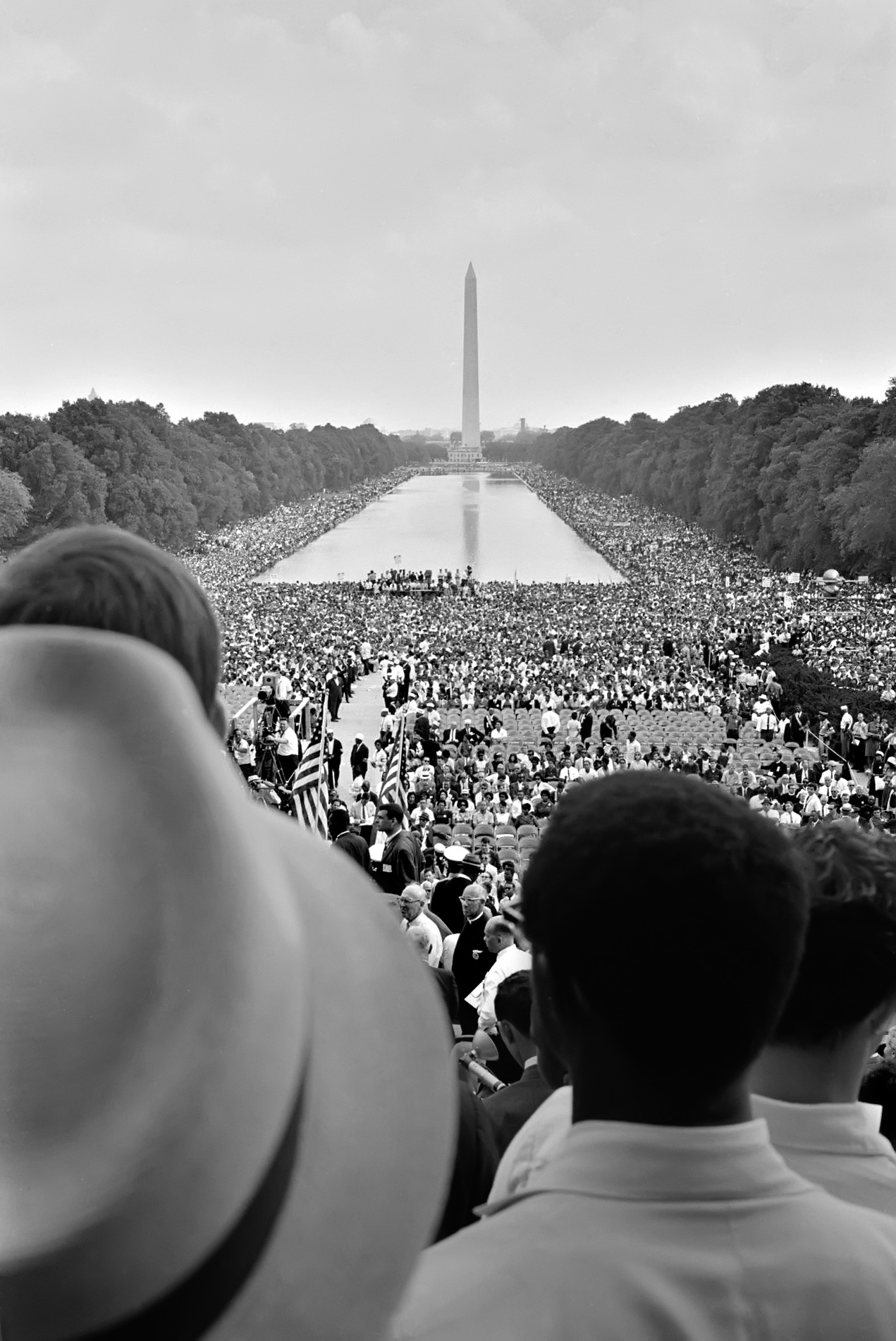
Tuần hành đến Washington vì Việc làm và Tự do

Bài diễn văn đã đi vào lịch sử và làm tên tuổi của King được biết đến trên toàn thế giới.
Suốt những năm tháng đấu tranh, King thường xuyên viết và đi khắp nơi để diễn thuyết, dựa trên kinh nghiệm lâu dài của một nhà thuyết giáo. Thư viết từ Nhà tù Birmingham năm 1963 là bản tuyên ngôn cảm động về sứ mạng của ông đấu tranh cho sự công chính. Ngày 14 tháng 10 năm 1964, King trở thành nhân vật trẻ tuổi nhất được trao Giải Nobel Hoà bình. Ông được chọn vì những thành quả trong nỗ lực lãnh đạo phong trào phản kháng với mục tiêu đấu tranh nhằm chấm dứt các định kiến về chủng tộc tại Hoa Kỳ.
King và SCLC, với sự hợp tác của SNCC, tổ chức một cuộc diễu hành từ Selma đến thủ phủ Montgomery vào ngày 25 tháng 3 năm 1965. Một nỗ lực trước đó vào ngày 7 tháng 3 đã thất bại khi bùng nổ bạo động giữa đám đông và cảnh sát với những người biểu tình. Ngày ấy được gọi là ngày Chủ nhật đẫm máu. Chủ nhật đẫm máu là ngả rẽ quan trọng trong nỗ lực giành sự ủng hộ của công chúng cho Phong trào Dân quyền. Sau lần hội kiến với Tổng thống Lyndon B. Johnson, King muốn dời cuộc diễu hành đến ngày 8 tháng 3, nhưng nó vẫn được tiến hành mà không có ông. Những đoạn phim ghi lại hình ảnh cảnh sát đánh đập tàn bạo người biểu tình đã được phát sóng toàn quốc, giúp dấy lên sự phẫn nộ của công chúng.
Cuối cùng, cuộc diễu hành được ấn định vào ngày 25 tháng 3 với sự đồng ý và ủng hộ của Tổng thống Johnson, từ cuộc diễu hành này mà Willie Ricks đã ghi dấu thuật ngữ "Sức mạnh Da đen" (Black Power) trong lòng công chúng.

## Những thách thức khác
Từ năm 1965, King bắt đầu bày tỏ sự nghi ngờ của mình về vai trò của Hoa Kỳ trong chiến tranh Việt Nam. Ngày 4 tháng 4 năm 1967 – một năm trước khi mất – King phê phán mạnh mẽ vai trò của nước Mỹ trong cuộc chiến. Ông cho rằng cuộc chiến đã làm suy yếu phong trào đấu tranh cho dân quyền và phá hoại các chương trình xã hội trong nước.
King cũng nói về sự cần thiết phải có thay đổi tận gốc rễ đời sống kinh tế và chính trị của Hoa Kỳ. Càng đến gần những ngày cuối của đời mình, ông càng bày tỏ nhiều hơn quan điểm chống chiến tranh và mong ước được nhìn thấy các nguồn tài nguyên được tái phân phối sao cho giảm thiểu sự bất công trong các lĩnh vực kinh tế và chủng tộc.
Năm 1968, King và SCLC tổ chức "Chiến dịch cho Dân nghèo" với mục tiêu trình bày các vấn đề về công bằng trong kinh tế. Chiến dịch được đẩy lên cao điểm trong một cuộc diễu hành tại Washington, D.C., đòi hỏi trợ giúp về kinh tế cho các cộng đồng nghèo nhất tại Hoa Kỳ.
Ngày 3 tháng 4 năm 1968 khi nói chuyện với một đám đông đang phấn chấn, lời của King như một lời tiên tri:
| “ | Tôi không quan tâm điều gì đang xảy ra... người ta đang bàn tán về những lời đe dọa - những người anh em da trắng sẽ làm gì tôi... Giống mọi người, tôi muốn được sống lâu. Trường thọ là điều quý báu, nhưng hiện nay tôi không quan tâm đến nó. Tôi chỉ muốn tuân phục ý Chúa. Ngài cho phép tôi leo lên đỉnh núi, nhìn về phía xa, và tôi đã thấy Đất Hứa. Có thể tôi sẽ không đến đó cùng với anh em. Nhưng đêm nay tôi muốn anh em biết rằng, chúng ta, như là một dân tộc, sẽ tiến vào Đất Hứa. Đêm nay tôi thấy mình hạnh phúc. Tôi không lo lắng gì nữa. Tôi không sợ hãi ai nữa. Mắt tôi đã ngắm xem sự vinh hiển của Chúa. | ” |

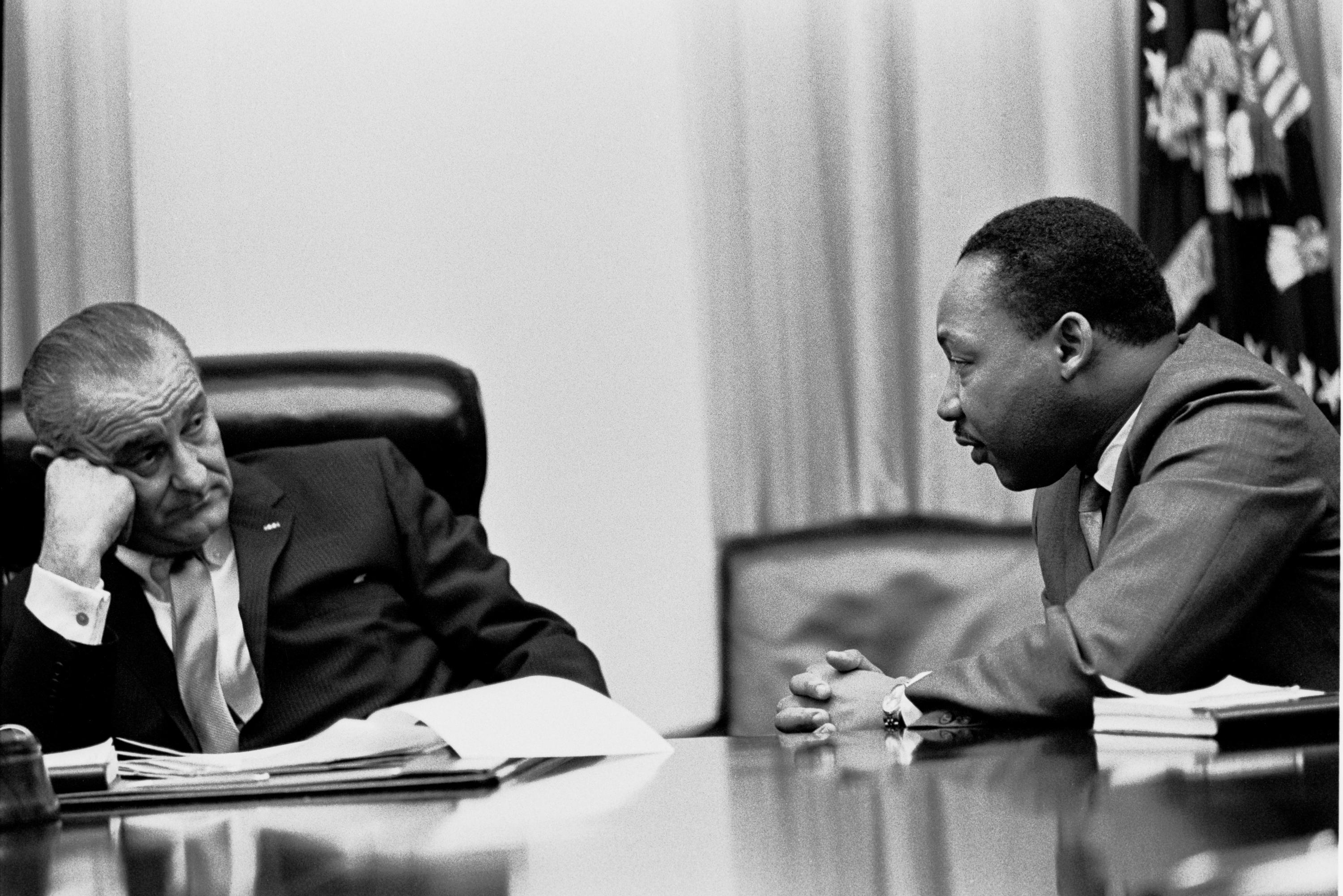
Martin Luther King hội kiến Tổng thống Lyndon B. Johnson

Nhiều người tin rằng, đêm hôm đó, King đã đọc điếu văn cho chính mình.

## Ám sát
King bị ám sát vào chiều tối hôm sau, ngày 4 tháng 4 năm 1968, vào lúc 6 giờ 01 phút, khi ông đang đứng trên ban công của khách sạn Lorraine tại Memphis, Tennessee, sắp sửa rời khách sạn để dẫn đầu một cuộc tuần hành ủng hộ liên đoàn công nhân vệ sinh của người da đen tại Memphis. Vài người bạn đang ở bên trong, nghe tiếng súng vội chạy ra ban công để thấy King đã bị bắn vào hàm. Jesse Jackson, có mặt vào lúc ấy, thuật lại rằng, King nói lời sau cùng với Ben Branch, một nhạc sĩ được sắp xếp trình diễn trong đêm ấy: "Này Ben, hãy hứa với tôi là đêm nay anh sẽ chơi bài Take My Hand, Precious Lord, và phải chơi thật hay đấy nhé."
Sau cuộc giải phẫu, Bệnh viện St. Joseph tuyên bố King từ trần lúc 7 giờ 5 phút tối cùng ngày. Ngay sau khi King bị ám sát đã bùng nổ những cuộc bạo động lan rộng trên hơn 100 thành phố trên khắp nước Mỹ.

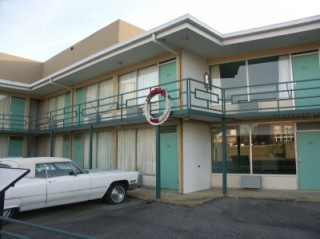
Khách sạn Lorraine, địa điểm King bị ám sát, hiện là Viện bảo tàng Dân quyền Quốc gia

Ngày 7 tháng 4, Tổng thống Johnson công bố một ngày quốc tang để bày tỏ sự tiếc thương cho cái chết của nhà lãnh đạo phong trào dân quyền. Ba trăm ngàn người đã tìm đến để tham dự tang lễ của ông.
Theo yêu cầu của bà King, bài thuyết giáo cuối cùng của King tại Nhà thờ Baptist Ebenezer vào ngày 4 tháng 1 năm 1968 được phát lại trong lễ tang. Trong đó, King yêu cầu đừng nhắc đến các giải thưởng mà ông được trao, nhưng hãy nói với mọi người rằng ông đã nỗ lực "cho người đói ăn", "mặc áo cho người trần truồng", "hành xử đúng đắn trong vấn đề chiến tranh Việt Nam", cũng như "yêu thương và phục vụ nhân loại". Bạn thân của King, Mahalia Jackson thể hiện ca khúc ông yêu thích "Take My Hand, Precious Lord".
Theo người viết tiểu sử King, Taylor Branch, cuộc giải phẫu tử thi cho thấy dù chỉ mới ba mươi chín tuổi, quả tim của King đã già cỗi như của người sáu mươi, một chứng cứ về mười ba năm căng thẳng trong cuộc đời của người đã cung hiến mình cho cuộc đấu tranh giành quyền bình đẳng cho các sắc dân thiểu số ở nước Mỹ.
Hai tháng sau, James Earl Ray bị bắt tại Phi trường Heathrow Luân Đôn khi đang tìm cách ra khỏi nước Anh với hộ chiếu giả. Ray bị giải giao về Tennessee, và bị kết án ám sát King. Ngày 10 tháng 3 năm 1969, Ray nhận tội, nhưng ba ngày sau lại phản cung. 
Theo lời khuyên của luật sư, Ray nhận tội nhằm tránh án tử hình, và lãnh án 99 năm tù. Ngày 10 tháng 6 năm 1977, một thời gian ngắn sau khi làm chứng trước Ủy ban Hạ viện về các vụ ám sát, Ray cho biết mình không bắn King, Ray và 6 tù nhân khác trốn khỏi Nhà tù Tiểu bang Núi Brushy, Tennessee. Song, ngày 13 tháng 6, họ bị bắt và bị đem trở lại nhà tù.

## Di sản

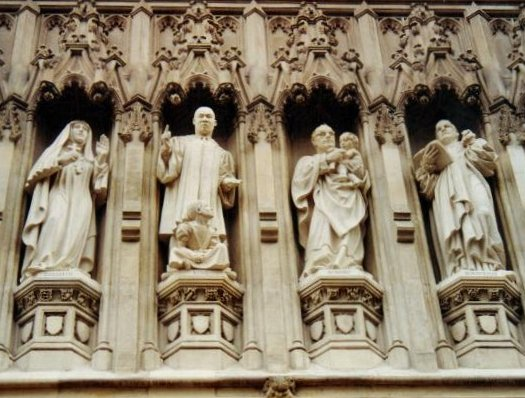
Các vị thánh thế kỷ XX tại Tu viện Westminster, (từ trái) Mẹ Elizabeth của Nga, Mục sư Martin Luther King, Jr., Tổng Giám mục Oscar Romero, và Mục sư Dietrich Bonhoeffer.

Sau khi chết, danh tiếng của King càng tăng cao, trở nên một trong những tên tuổi được kính trọng nhất trong lịch sử nước Mỹ, và nhiều người bắt đầu ví sánh ông với Abraham Lincoln; theo nhận xét của họ, cả hai đều là những nhà lãnh đạo có công thúc đẩy sự tiến bộ về nhân quyền nhằm chống lại tình trạng nghèo khổ tại một quốc gia đang bị phân hoá vì chính vấn nạn này – và vì vậy, cả hai đều bị ám sát.
Trong cuộc phỏng vấn dành cho Gerald Priestland của đài BBC vào tháng 11 năm 1968, King nói, "Tất cả những gì tôi làm cho phong trào dân quyền tôi xem đó là một phần của mục vụ, bởi vì tôi nghĩ rằng Phúc âm luôn quan tâm đến con người cách toàn diện, không chỉ linh hồn, nhưng cả thể xác và điều kiện sinh sống..." Elizabeth Hardwick nhận xét, "Hiếm có trường hợp nào khi lòng mộ đạo và chính trị kết hợp với nhau cách tự nhiên và đầy cảm động như trường hợp của King. Hoạt động chính trị của ông thật ra là một sứ mệnh truyền giáo."
Sau cái chết của King, Coretta Scott King tiếp bước chồng để trở thành nhà hoạt động đấu tranh cho dân quyền và công bằng xã hội. Trong năm Martin Luther King bị ám sát, Bà King thiết lập Trung tâm King nhằm mục đích bảo tồn các di sản của ông và cổ xuý tinh thần bất bạo động trong đấu tranh cũng như lòng khoan dung trên toàn thế giới.
Năm 1980, ngôi nhà thời thơ ấu của King ở Atlanta cùng các tòa nhà lân cận được công bố là Di tích Lịch sử Quốc gia Martin Luther King, Jr. Ngày 2 tháng 11 năm 1983, tại Vườn Hồng Nhà Trắng, tổng thống Ronald Reagan ký sắc lệnh thiết lập ngày lễ liên bang tôn vinh King. Ngày lễ Martin Luther King được cử hành lần đầu tiên ngày 20 tháng 1 năm 1986, vào ngày thứ Hai thứ ba của tháng 1 mỗi năm; như vậy ngày lễ sẽ là những ngày kế cận với ngày sinh của King (15 tháng 2). Ngày 17 tháng 1 năm 2000, lần đầu tiên Ngày lễ Martin Luther King được tổ chức trên toàn thể 50 tiểu bang của nước Mỹ.
Năm 1998, Hội Ái hữu Alpha Phi Alpha được sự ủy thác của Quốc hội Hoa Kỳ thành lập tổ chức gây quỹ thiết kế Đài Tưởng niệm Quốc gia Martin Luther King. King là thành viên danh tiếng của Hội Ái hữu Alpha Phi Alpha (ΑΦΑ), đây là hội ái hữu liên đại học đầu tiên của người Mỹ gốc Phi được đặt tên theo bảng chữ cái Hi văn. King sẽ là người Mỹ gốc Phi đầu tiên được lập đài tưởng niệm trong khu vực thuộc công viên quốc gia National Mall, và là nhân vật thứ hai không phải là tổng thống Hoa Kỳ được vinh danh theo cách này. 

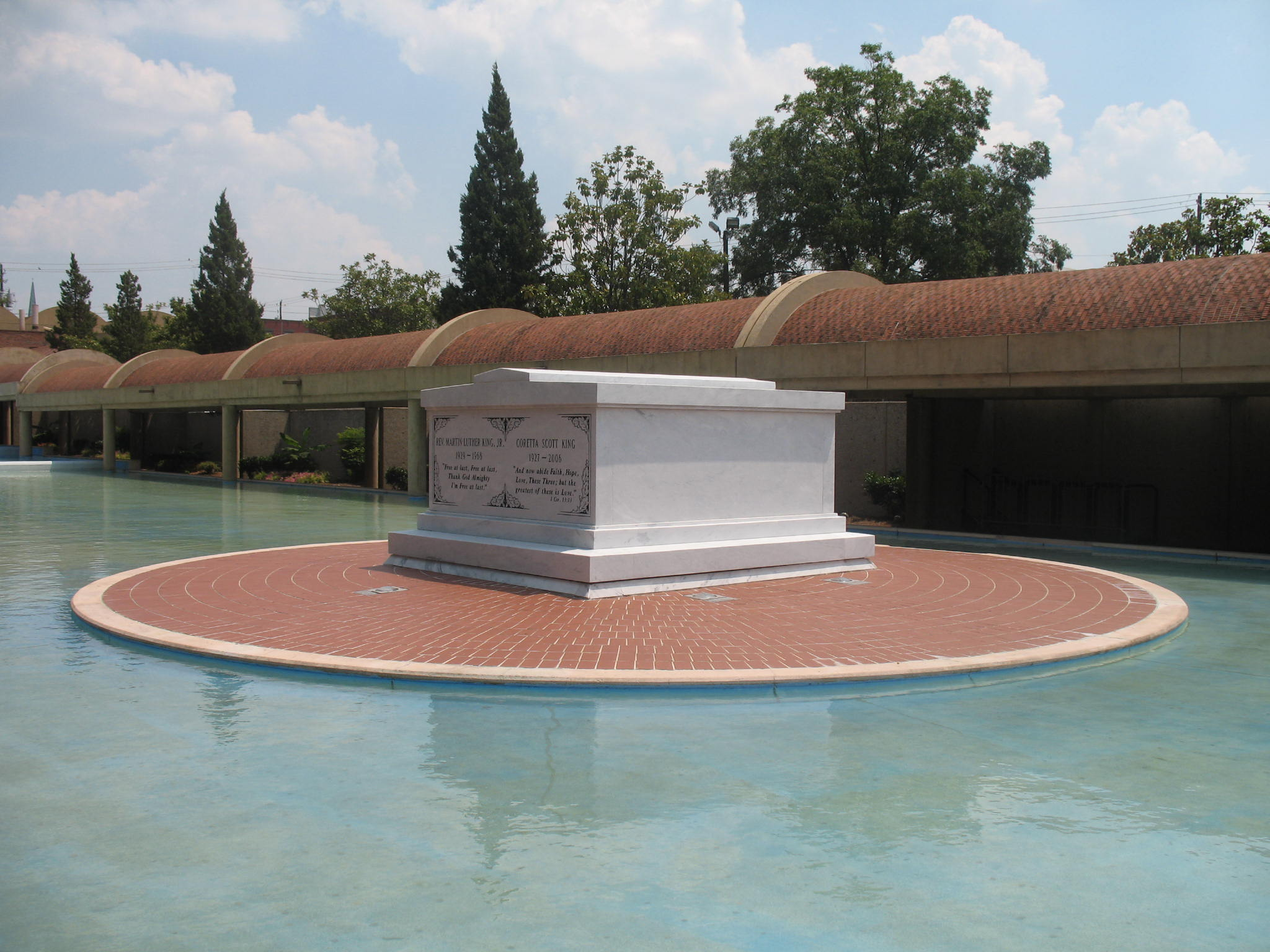
Phần mộ của Martin Luther King và vợ, Coretta Scott King tại Trung tâm King

King là một trong mười thánh tử đạo thế kỷ XX được tạc tượng trên Great West Door của Tu viện Westminster tại Luân Đôn.
Ngoài Giải Nobel Hòa bình năm 1964 và Giải Pacem in Terris năm 1965, King được Ủy ban Do Thái Hoa Kỳ trao tặng Huân chương Tự do Mỹ vì những đóng góp đặc biệt "cho sự thăng tiến các nguyên tắc tự do của con người".
Đến năm 2006, có hơn 730 thành phố trên khắp nước Mỹ đặt tên ông cho những đường phố của họ. Năm 1986, Quận King, tiểu bang Washington được đặt tên để vinh danh ông. Trung tâm hành chính thủ phủ Harrisburg của tiểu bang Pennsylvania là tòa thị chính duy nhất của Hoa Kỳ mang tên ông.
Để tưởng nhớ King, một con đường ở Quận 7, Thành phố Hồ Chí Minh được đặt theo tên ông.
Năm 1977, Tổng thống Jimmy Carter truy tặng King Huân chương Tự do của Tổng thống.
Năm 1978, ông được trao Giải Nhân quyền của Liên Hợp Quốc.
Theo một cuộc thăm dò của Gallup, King đứng thứ hai trong danh sách những nhân vật được ngưỡng mộ nhất trong thế kỷ XX.
Một cuộc thăm dò thực hiện bởi tạp chí TIME cho thấy King được xếp ở vị trí thứ sáu trong danh sách Nhân vật Thế kỷ.
King được chọn vào số Những người Mỹ vĩ đại nhất của mọi thời đại (đứng thứ ba), thực hiện bởi Kênh truyền hình Discovery và AOL.

## Hôn nhân và Gia đình

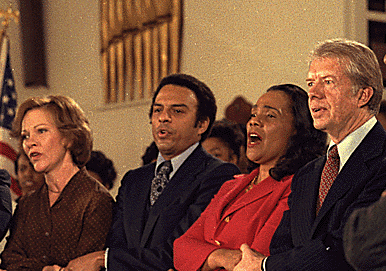
Coretta King (giữa) với Rosalynn Carter, Andrew Young, và Jimmy Carter trong Nhà thờ Baptist Ebenezer, Atlanta, 1979.

King gặp Coretta Scott tại Boston, mối quan hệ của hai người bắt đầu khi King nói với Coretta trên điện thoại, "Trước vẻ đẹp quyến rũ của cô, tôi chẳng khác gì Napoleon trong trận Waterloo." Ngày 18 tháng 6 năm 1952, King kết hôn với Coretta Scott. Hôn lễ được cha ông cử hành tại nhà của cha mẹ cô dâu.
Hai người có bốn con:
- Yolanda Denise King (1955 – 2007): Diễn viên, và là nhà hoạt động dân quyền, cô qua đời năm 2007 có lẽ do bệnh tim.
- Martin Luther King III (1957 -): Người ủng hộ nhân quyền và là nhà hoạt động cộng đồng.
- Dexter Scott (1961 -): Diễn viên và là nhà sản xuất phim tài liệu.
- Bernice Albertine: (1963 -): Mục sư Baptist, cùng Martin King III cô hoạt động tích cực nhằm cải tổ Hội nghị Lãnh đạo miền Nam.

## Tác phẩm
- Stride toward freedom; the Montgomery story (1958)
- The Measure of a Man (1959)
- Strength to Love (1963)
- Why We Can't Wait (1964)
- Where do we go from here: Chaos or community? (1967)
- The Trumpet of Conscience (1968)
- A Testament of Hope: The Essential Writings and Speeches of Martin Luther King, Jr. (1986)
- The Autobiography of Martin Luther King, Jr. by Martin Luther King Jr. and Clayborne Carson (1998)

### Tiếng Việt
- Tôi có một giấc mơ, Mai Lung Sơn dịch

### Tiếng Anh
- Martin Luther King, Jr. (American religious leader and civil-rights activist) tại Encyclopædia Britannica (tiếng Anh)
- I Have a Dream Lưu trữ ngày 4 tháng 4 năm 2007 tại Wayback Machine, text and audio, pdf format Lưu trữ ngày 28 tháng 10 năm 2005 tại Wayback Machine
- This black history resource offers a biography of MLK and links to other related articles. Lưu trữ ngày 17 tháng 2 năm 2009 tại Wayback Machine
- The Martin Luther King, Jr. Papers Project Lưu trữ ngày 30 tháng 10 năm 2010 tại Wayback Machine
- The King Center
- National Civil Rights Museum
- MLK Online Martin Luther King Jr. Speeches, Pictures, Quotes, Biography, Videos, Information on MLK Day and more!
- Martin Luther King Jr.'s, A New Sense of Direction (1968) article Lưu trữ ngày 25 tháng 4 năm 2010 tại Wayback Machine published in WorldView magazine.
- Martin Luther King Jr.'s FBI file
- Department of Justice investigation on King assassination
- Martin Luther King in New York Lưu trữ ngày 24 tháng 4 năm 2008 tại Wayback Machine
- Martin Luther King Jr. Photographs Lưu trữ ngày 2 tháng 4 năm 2007 tại Wayback Machine Photos by Benedict J. Fernandez
- The Seattle Times: Martin Luther King Jr.
- Winner of the 1964 Nobel Prize in Peace
- About.com's Lesser Known Wise and Prophetic Words of Rev. Martin Luther King, Jr. Lưu trữ ngày 10 tháng 12 năm 2007 tại Wayback Machine
- Speeches of Martin Luther King
- Pamphlet on King and Socialism from the Socialist Party USA Lưu trữ ngày 31 tháng 10 năm 2007 tại Wayback Machine (PDF)
- "The MLK you don't see on TV" from FAIR
- The Martin Luther King Center (German)
- Các tác phẩm của Martin Luther King, Jr. tại Dự án Gutenberg
- Martin Luther King tại Notable Names Database
- 1956 Comic Book: "Martin Luther King and the Montgomery Story"
- Kirk, John A. New Georgia Encyclopedia Short Biography Lưu trữ ngày 24 tháng 12 năm 2009 tại Wayback Machine
- Declassified document, FBI's letter urging him to commit suicide.
- Dyson, Michael Eric. No Small Dreams: The Radical Evolution of MLK's Last Years. LiP Magazine, January 2003
- Wise, Tim. Misreading the Dream: The Truth About Martin Luther King Jr. and Affirmative Action. LiP Magazine, January 2003
- Summary of plagiarism controversy
- Shelby County Register of Deeds documents on the Assassination Investigation Lưu trữ ngày 4 tháng 1 năm 2009 tại Wayback Machine
- Martin Luther King Philosophy on Nonviolent Resistance Lưu trữ ngày 14 tháng 2 năm 2007 tại Wayback Machine

#### Video và audio
- Martin Luther King Videos full streaming video speeches on www.MLKOnline.net of "I Have a Dream" and "I've been to the mountaintop"
- Martin Luther King Audio audio recordings of Martin Luther King speeches on www.MLKOnline.net including full "I Have a Dream" speech
- "I Have a Dream" by Common popular new hiphop song sampling Dr. King
- Internet Archive: The New Negro, King interviewed by J. Waites Waring.
- RealAudio recording of the "I Have a Dream" speech Lưu trữ ngày 15 tháng 1 năm 2005 tại Wayback Machine at the History Channel's site

Bản mẫu:Martin Luther King
Bản mẫu:Mahatma Gandhi
Bản mẫu:Phong trào quyền công dân ở Hoa Kỳ
Bản mẫu:Đài tưởng niệm Quyền Công dân
Bản mẫu:Coretta Scott King